# Ichneumon serratularum
Ichneumon serratularum là một loài tò vò trong họ Ichneumonidae.